# Železniška postaja Ljutomer
Železniška postaja Ljutomer je ena izmed železniških postaj v Sloveniji, ki oskrbuje bližnje naselje Ljutomer.